# 柏拉图
柏拉圖（前429年—前347年），古希腊哲学家，雅典人，其著作大多以對話錄形式紀錄，並創辦了著名的柏拉图学院。柏拉圖是苏格拉底的学生，亚里斯多德的老師，他们三人被普遍认为是西方哲学的奠基人，史稱「西方三聖」或「希臘三哲」。

## 生平
柏拉圖生於一個富裕的貴族家庭，他的父親是阿里斯通 (Ariston of Athens)，母親是培里克瓊（Perictione），他在家中排行第四。他的家庭據傳是古雅典國王的後裔，他也是當時雅典知名的政治家克里提亚斯的姪子。依據後來羅馬作家第歐根尼·拉爾修的說法，柏拉圖的原名為亞裡斯多克勒斯（Aristokles），後來因為他身軀强壯而被稱為柏拉圖（在希臘語中，Platus一詞有“寬闊”的意思）。但第歐根尼也提起了其他的說法，柏拉圖這個名字也可能是來自他流暢寬廣（platutês）的口才、或因為他擁有寬廣的前額。由於柏拉圖出色的學習能力和其他才華，古希臘人還稱讚他為阿波羅之子，並稱在柏拉圖還是嬰兒的時候曾有蜜蜂停留在他的嘴唇上，才會使他口才如此甜蜜流暢。
公元前399年，蘇格拉底受審并被判死刑，28歲的柏拉圖對當時的政治體制徹底絕望，於是開始遊遍義大利半島、西西里島、埃及、昔蘭尼加等地以尋求知識。據說他在四十歲時，約公元前387年結束旅行返回雅典，並在雅典城外西北角創立了自己的學校即著名的柏拉圖學院，這所學院成為西方文明最早的有完整組織的高等學府之一，后世的高等學術機構也因此而得名，也是中世纪時在西方發展起来的大學的前身。
學院的名字與學院的地址有关，坐落於一處曾為希臘傳奇英雄阿卡得摩斯住所的土地上，因而以此命名。【英语中的‘学院’（音译：阿卡德美）（英语：Academy）一词就来源于柏拉图所创办的学校】。學院存在了900多年，直到公元529年被查士丁尼大帝關閉為止。學院受到毕达哥拉斯的影響較大，課程設置類似于畢達哥拉斯學派的傳统课题，包括了算術、幾何學、天文學以及聲學。學院培養出了許多知識份子，其中最傑出的是亚里士多德。
除了荷馬之外，柏拉圖也受到許多那之前的作家和思想家的影響，包括了畢達哥拉斯所提出的「和諧」概念，以及阿那克萨戈拉教導蘇格拉底應該將心靈或理性作為判斷任何事情的根據；巴门尼德提出的連結所有事物的理論也可能影響了柏拉圖對於靈魂的概念。
蘇格拉底是柏拉圖撰寫的對話錄中的主要角色。至於對話錄中有多少是蘇格拉底的原意、而又有多少是柏拉圖自己的意見，目前依然存在極大爭議。由於蘇格拉底自己從沒有寫下任何著作，這個研究的問題也經常被稱為「蘇格拉底問題」。另一個問題在於柏拉圖究竟將蘇格拉底虛構到了哪種地步，阿里斯托芬也寫下許多挖苦嘲諷蘇格拉底的作品，兩人對蘇格拉底的記載往往有極大差異
柏拉圖曾數次暗示他自己是蘇格拉底的一名追随者，但他從沒有明確承認過。在《斐多篇》中他寫下一串名單，列出那些在蘇格拉底服藥自盡那天陪伴他的朋友，並且記載道「柏拉圖生病了」（《斐多篇》 59b）。而在《申辯篇》裡，柏拉圖則疏遠了他與蘇格拉底的關係；記載中蘇格拉底宣稱有幾名他之前的同伴也在觀眾席內，他並指出阿狄曼圖（Adeimantus）的兄弟柏拉圖也在場（《申辯篇》 34a）。阿狄曼圖也曾在《理想国》裡以辯論者的角色出場。
柏拉圖從沒有在對話錄裡將自己描述為討論者之一，他只將自己描述為一名在遠處旁觀的聽眾。唯一的例外是《申辯篇》，他並沒有宣稱自己聆聽到任何第一手的對話。在其中一篇對話錄中，柏拉圖則稱這些內容並不是他杜撰的，而只是在蘇格拉底指示下完成的對話筆記（《泰阿泰德篇》142C-143B）。一般認為柏拉圖是蘇格拉底的親密學生和隨從，但奇怪的是柏拉圖從沒有在這些對話錄裡以當事人身分出現過。
蘇格拉底的審判和死刑對柏拉圖造成極大的震撼，蘇格拉底的審判是一系列對話錄中最為著重、也最為一致的事件。柏拉圖在許多對話錄都曾明確的或間接的提起這場審判，或提起這場審判的情節和角色。舉例而言，在《泰阿泰德篇》（210d）和《伊壁鳩魯篇》（2a-b）中蘇格拉底告訴大家他必須面臨一場不公平的審判。而在《美诺篇》（94e-95a）裡，阿尼圖斯（Anytus）則警告蘇格拉底應該避免批評當時的重要人物，以免使自身惹上麻煩，阿尼圖斯在《申辯篇》裡也是那些聯合起訴蘇格拉底的人之一。《申辯篇》是蘇格拉底的辯護演說，《克力同篇》和《斐多篇》則是在審判定罪後於監獄內的對話。
蘇格拉底的審判在那個時代是相當不尋常的事件，依據目前人們對前五世紀雅典文明的認識，這樣的審判是不太可能會發生的。蘇格拉底被起訴的罪名是相信無神論，但雅典是當時全希臘擁有最高程度言論自由的城市，無神論並非法律明文禁止的罪過，同時也有許多篤信無神論的知識份子存在，大眾也很少對此加以譴責。喜劇家阿里斯托芬撰寫的許多知名劇本不但大肆宣揚無神論、同時還公開嘲笑許多神祇和傳統英雄，他甚至將宙斯描述為精力旺盛的無賴、將海格力斯描述為愚笨的人，但阿里斯托芬從沒有因此遭受懲罰。
同樣令人疑惑的是，蘇格拉底在替自己的辯護中經常強調他是阿波羅派遣來人間宣揚哲學的使者，阿波羅在當時是雅典神殿裡非常重要的一位神祇。批評柏拉圖的人認為蘇格拉底事實上是冒犯到了有權勢的人，並推測這場審判是蘇格拉底的敵人所一手設計的，用以警告其他人不要重蹈他的覆轍。這也是研究蘇格拉底的問題之一。

## 對話錄的爭議點
許多其他被認為是柏拉圖自己意見的對話內容都是以蘇格拉底為角色表達的，但並沒有夾帶蘇格拉底對於人類和政治美德的理想。在那些柏拉圖所崇佩並喜愛的對話錄中，蘇格拉底被描繪為具有獨特的人格，他身旁也都有朋友及敵人的角色出現。而在其他柏拉圖並不欣賞的對話錄中，蘇格拉底只是作為一個沒有獨特性格的發言人罷了。這些對話有的包含了他個人的獨特智慧，但有的則沒有。許多被認為是柏拉圖自己撰寫的形而上學對話，不但缺乏閱讀的人情味，而且非常的抽象，只有專家才能理解其涵義。
柏拉圖的對話錄被學者切割為數個時期：早期、中期、和晚期。古典歷史學者格雷戈里·弗拉斯托斯認為《伊壁鳩魯篇》《申辯篇》《克力同篇》和《斐多篇》是最早的一系列對話錄，因此或多或少呈現了蘇格拉底真實的原貌。他主張早期的對話錄代表了蘇格拉底的哲學，而中期和晚期的對話錄則是柏拉圖自己的哲學，但柏拉圖在對話錄裡從沒有這樣註明過。
學者們很早便在研究為何蘇格拉底從沒有留下任何自己的著作。古希臘文明在進入蘇格拉底的黃金時期之前便已經有數百年成熟的讀寫技術歷史了，數十名其他詩人、哲學家、科學家、和詭辯家都留下大量著作和文件殘稿，但蘇格拉底則沒有留下任何東西，因此許多人還懷疑苏格拉底是個半文盲。在《斐多篇》裡，蘇格拉底暗示他的哲學思想是來自於一名大聲朗誦一本書的人，他說那個人告訴他書本的作者是阿那克萨哥拉（斐多篇 97c）。而在《申辯篇》裡當柏拉圖替自己辯護時，他則批評阿那克萨哥拉所主張的太陽是一顆石頭、地球是一個圓柱體的理論根本毫無價值（《申辯篇》 26d,e）。蘇格拉底堅持這些不敬神的言論並不是他所提出的。
在《斐德羅篇》裡蘇格拉底則批評書寫技術的發明，他認為那會造成讀者健忘的習慣、而且書籍經常會被流傳至那些不應該閱讀的人手上（275a-e）。只有在《斐多篇》的其中一段對話中蘇格拉底才表現出他對書寫的興趣，他告訴學生們他在獄中最後一天寫下了一些取材自伊索寓言的歌曲。

## 創作

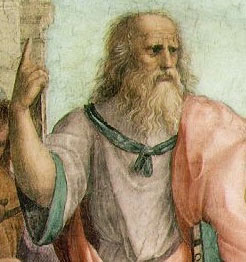
拉斐尔所繪的雅典學院裡，柏拉圖的手指向天，象徵了他對於「形式」理論的信念。

許多柏拉圖撰寫的對話錄都參雜了人為成分。在每次討論和爭辯開始前，柏拉圖會先預留舞台的空間和時間，使讀者能有參與其中的感覺。對話經常是以某個沒有參與最初對話過程的人所記載的，也經常是以多人的角度聆聽整個對話過程。一般而言同時積極參與對話的人在任何場合都不會超過三人，有時候不同的人也會加入或退出對話。一些對話錄僅僅是兩個人之間的對話而沒有第三者的參與，柏拉圖的其中兩篇對話錄（知名的《申辯篇》以及不知名的《美涅克塞努篇》）則只是蘇格拉底自己一個人的演講文。對話的人為成分在判斷對話錄的解釋方式上也提供了相當重要的線索。
不同對話錄之間的對比也令人難以琢磨。蘇格拉底經常將哲學與小孩做對照，並且總是否定後者而傾向前者（《會飲篇》 209a-e），他也曾將哲學與食物做對照（《普羅泰戈拉篇》 313c- 314c）。蘇格拉底經常將哲學家與醫生（iatros）做對比，形容哲學家能治癒人們最嚴重的疾病—頭腦的無知（psyche），這也是今天心理醫生（psych-iatrists）一詞的由來。蘇格拉底主張人的身體是為靈魂的監獄，而身體與靈魂之間是很難調和的，這種區分方式一直到今天都還被經常提起。蘇格拉底也將自己形容為是一名心靈的助產士，要幫助其他人培育出正確的哲學思想。
對話錄裡關注的話題都圍繞於人性和政治美德之間。而在這兩者之下進行的討論還包括了宗教虔誠、自我克制、勇氣、友情、以及愛情。經常被提起的問題之一在於美德是否能被傳授，以及美德究竟是什麼。而知識和輿論、感覺和現實、自然和人為、身體和靈魂、快樂和痛苦、犯罪和懲罰等等，這些議題都在超過一篇對話錄裡被討論過。其他包括了靈魂的不朽、藝術和文學的作用、對婦女和奴隸的對待、政府的形式等等，很少有人類知識領域是柏拉圖不感興趣的，也很少有知識領域是柏拉圖所不曾深刻探討的。

## 形而上學

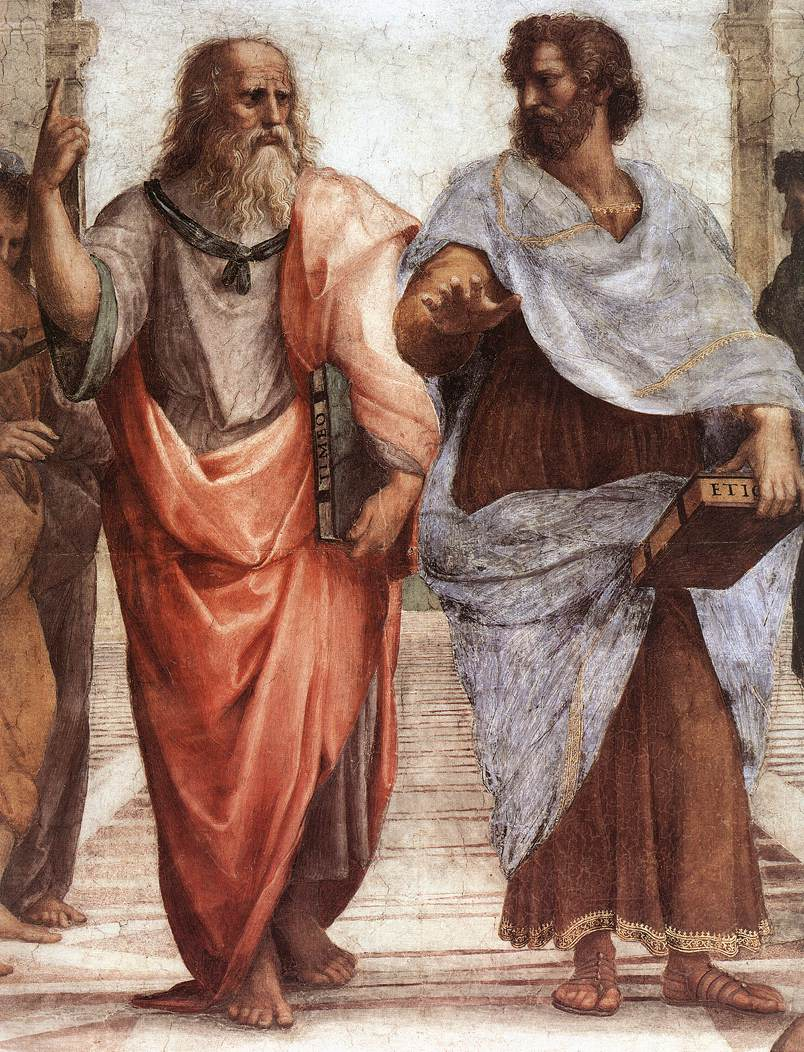
雅典學院的細節。柏拉圖手指向天，象徵他認為品德來自於智慧的「形式」世界。而亞里斯多德則手指向地，象徵他認為知識是透過經驗觀察所獲得的概念。

柏拉图主义經常被分類為一種形而上學的二元論，有時候也被稱為柏拉圖實在論。依據這種解釋，柏拉圖的形而上學將世界切割為兩個不同的區塊：「形式的」智慧世界、以及我們所感覺到的世界。我們所感覺到的世界是從有智慧的形式或理想裡所複製的，但這些複製版本並不完美。那些真正的形式是完美的而且無法改變的，而且只有使用智力加以理解才能實現之，這也表示了人的智力並不包含知觉能力或想像力。這種區分方式也可以在琐罗亚斯德的哲學裡發現，他也將世界二分為智慧（Minu）和感覺（Giti）。另外琐罗亚斯德想像中的國家也與柏拉圖在《理想國》中描述的模型類似。琐罗亚斯德對柏拉圖的影響程度依然未知，雖然他比柏拉圖還要早出現好幾百年，但他的著作大多都已被篡改過。
在《理想國》的第一卷、第二卷和第七卷裡，柏拉圖舉出了幾個隐喻來解釋他的形而上學觀點：太陽的隱喻、以及知名的洞穴囚犯寓言、以及更直接的「線寓」。這些隱喻故事加起來便架構了一個複雜而艱深的理論：稱為「至善的形式」（The Form of the Good）或「至善的理想」（這也經常被解讀為柏拉圖心中的上帝），這種形式便是知识的終極目標，同時也是這種形式塑造了各種其他的形式（例如哲學的概念、抽象、以及屬性），所有形式也都是「源自」於這種至善的形式。至善的形式塑造其他形式的方式就如同太陽照亮或發亮其他物體一般，使得我們能夠在知覺的世界看到這些東西。柏拉图认为，自然界中有形的东西是流动的，但是构成这些有形物质的“形式”或“理念”却是永恒不变的。柏拉图指出，当我们说到“马”时，我们没有指任何一匹马，而是称任何一种马。而“马”的含义本身独立于各种马（“有形的”），它不存在于空间和时间中，因此是永恒的。但是某一匹特定的、有形的、存在于感官世界的马，却是“流动”的，会死亡，会腐烂。这可以作为柏拉图的“理念论”的一个初步的解说。
在太陽的隱喻裡，柏拉圖描述太陽為「啟蒙」的來源。依據柏拉圖的說法，人類的眼睛與其他器官不同，因為它必須要照明的媒介才能看清楚東西。而最強大的照明媒介便是太陽，有了太陽我們才能清楚的分辨一般事物。同樣的對比也可以套用在智慧的事物上，如果我們試著探索那些圍繞我們身邊的事物的本質以及分類他們的方式，除非我們具有理性的「形式」，否則我們便會徹底失敗而一無所知。
柏拉圖並以一个著名的洞穴比喻来解释他的形而上學理论：有一群囚犯在一个洞穴中，他们手脚都被捆绑，身体也无法转身，只能背对着洞口。他们面前有一堵白墙，他们身后燃烧着一堆火。在那面白墙上他们看到了自己以及身后到火堆之间事物的影子，由于他们看不到任何其他东西，这群囚犯会以为影子就是真实的东西。最后，一个人挣脱了枷锁，并且摸索出了洞口。他第一次看到了真实的事物。他返回洞穴并试图向其他人解释，那些影子其实只是虚幻的事物，并向他们指明光明的道路。但是对于那些囚犯来说，那个人似乎比他逃出去之前更加愚蠢，并向他宣称，除了墙上的影子之外，世界上没有其他东西了。柏拉图利用这个故事来告诉我们，“形式”其实就是那阳光照耀下的实物，而我们的感官世界所能感受到的不过是那白墙上的影子而已。我们的大自然比起鲜明的理型世界来说，是黑暗而单调的。不懂哲学的人能看到的只是那些影子，而哲学家则在真理的阳光下看到外部事物。
而在柏拉圖提出的線喻（divided line）裡，我們則可以想像宇宙中的所有東西都代表了一連串漸增的「現實」（reality）；這個現實曾經經過一次不平均的分裂，分裂後的子部分又依據與第一次相同的比例再進行了一次分裂（第二次分裂的比例是相同的）。第一次的分裂代表了智慧和感覺世界間的分割，而接下來的分裂則又代表了這些世界裡的進一步區隔：代表感覺世界的部分被切割為代表「真實事物」的部分以及代表「反射的陰影」的部分，同樣的，代表智慧世界的部分也被切割為代表整體形式的部分以及代表「反射」的部分。
柏拉圖的形而上學，尤其是他將世界切割為智慧和感覺部分的二元論，也啟發了後來的新柏拉图主义思想家例如普罗提诺和諾斯底，以及其他許多形而上學現實主義者。雖然這種以形而上學來解釋柏拉圖著作（尤其是《理想國》）的方式在西方哲學界歷史上相當普遍，但有些人也會採取較為保守的方式解讀柏拉圖的說法，傾向以知識論而非形而上學的方式來解讀前述的洞穴囚犯和線寓等寓言。洞穴囚犯寓言與柏拉圖的老師蘇格拉底的生平間有著顯而易見的連結（蘇格拉底為了「啟蒙」雅典人而遭到殺害），這個例子也顯現出了柏拉圖著作裡經常埋藏了相當複雜而具戲劇性的內涵。

## 柏拉圖的「理想世界」
柏拉圖的理想世界論指出了我們所感覺到的現實世界只不過是反射出了更高層次的世界的陰影。柏拉圖主張在這個更高層次的世界裡存在著最理想的国度，這種形式實現了真正的光明而不僅是陰影。我們所品嘗到的食物的甜美只不過是「甜美」的理所反射的陰影，而我們所見到的光輝四射的太陽也只不過是「光明」本身形式反射的殘影。
「理」應該被視為一種永恆的東西，亦即它們是永恆不變的、完美的、而且靜態的。由於它們是完美的模型，它們並沒有理由被改變或進化。依據這種邏輯，以及柏拉圖所提出的理論，一個人可以想像宇宙中存在一個更高的至善狀態，這種至善狀態下任何形式都是最終極的、或最完美的。所有形式都分配到了一部分的至善狀態，而所有形式都在現實世界反映出了一部分的真理。

## 知識論
柏拉圖在《美诺篇》裡所闡述的知识和学习的本質也相當具有影響力，他探索了美德究竟能否被教導、以及美德究竟為何，並且解釋了以回憶和學習來發現已經存在的知識，同時他也探討了應如何解釋那些沒有清楚證據但卻是正確的觀點（Right opinion）。柏拉圖認為知識是與生俱來的，因此學習只是將原本埋藏在靈魂深層的理想發掘出來，這種發掘的過程也經常是由哲學家所引導。柏拉圖相信每個靈魂在出生時都帶有「至善的形式」以及對所有事物的完美知識，因此當他們學習時只是將這些知識「回想起來」。柏拉图认为，我们对那些变换的、流动的事物不可能有真正的认识，我们对它们只有意见或看法，我们唯一能够真正了解的，只有那些我们能够运用我们的理智来了解的“形式”或者“理念”。因此柏拉图认为，知识是固定的和肯定的，不可能有错误的知识。但是意见是有可能错误的。

## 國家
柏拉圖的哲學觀也牽涉到許多現實社會的問題，尤其是有關理想中的國家或政府。在這方面柏拉圖早期與晚期的著作之間有一些不一致之處。柏拉圖中期的著作《理想國》裡包含了他大多數知名的政治原則，另外也包括了晚期的《法律篇》。然而，尤其全部的對話錄都是由柏拉圖撰寫的，一般推測對話錄中的許多論點其實是柏拉圖自己的觀點。不過，有時候這種假設也不一定正確。
藉由蘇格拉底的角色發言，柏拉圖主張一個社會應該如同個人心靈的結構一般，劃分為「慾望/勇氣/理性」這三個部分。
- 生產的（勞工）—一般的勞動者、木匠、水管工、石匠、農夫、農場工人等等。這些工作與靈魂的「慾望」部分相符合。
- 防衛的（戰士或後備軍人）—那些具有冒險精神的、勇敢而強壯的，擔任軍隊裡的工作。這些工作與靈魂裡的「勇氣」部分相符合。
- 統治的（統治者或衛國者）—那些聰明的、理性的、具有自制能力的、愛好智慧的，適合替共同體進行決策的工作。這些工作與靈魂裡的「理性」部分相符合，符合此一條件的人數極少。

依據柏拉圖的說法，他當時所處的雅典式民主並不符合此一條件，因為他認為只有少數人才適合進行統治的工作。柏拉圖沒有訴諸於美化和說服性的論述，而只是宣稱應該由智慧進行統治。不過，柏拉圖的體系並不等同於專政、暴政、和寡头政治，如同他所強調的：
「除非我們能由哲學家擔任國王進行統治、或是現在那些被稱為國王的人真正適當地學習了哲學，使政治權力和哲學能完全相融合，並且將現在那些只從事政治而不鑽研哲學、或只鑽研哲學而不從事政治的傢伙完全驅逐出去，否則，我們的城邦永遠也不會獲得安寧、人類也不會免於邪惡的災難。」（《理想國》 473c-d）
柏拉圖將這些「哲學家國王」定義為「那些愛好真理的人」（《理想國》 475c），並且以船長與他的船隻、或醫生與他的醫藥的寓言來正當化這種主張，既然航海和醫病都不是所有人能有資格實行的專業，統治也應該由專業的人進行。《理想國》裡的很大一部分便是專注於建構一種教育體制，希望以這種教育體制培養出適合進行統治的哲學家國王。
不過，值得注意的是在《理想國》裡所建構的理想國家，如同蘇格拉底所定義的，是要由檢驗一個城邦的正義與不正義的層面來決定的（《理想國》 372e）。依據蘇格拉底的說法，一個「真實」而「健康」的城邦應該是依據《理想國》第二卷裡369c-372d所描述的，包含農夫、工匠、商人、以及掙工資的員工，但沒有進行統治的哲學家國王階層，也沒有其他例如「香水、香料、娼妓、糕餅」等優雅的東西，同時也沒有繪畫、黃金、象牙、睡椅、和其他許多行業如詩人、獵人、以及戰士。
除此之外，理想的國家是用以作為一種象徵，以表示一個人內心的意志、理性、以及慾望的綜合。蘇格拉底試圖塑造一個正當而有條理的人的形象，並且用以描述應該如何觀察不同形式的人們，從不同城邦裡的專制君主到守財奴都包括在內。蘇格拉底並沒有主張理想中的城邦，而只是用以突顯不同的人們以及他們心靈狀態的差異。不過，「哲學家國王」的概念卻被許多柏拉圖之後的人們用以正當化他們個人的政治思想。依據蘇格拉底的說法，一個懂得哲學的心靈應該具有理性、意志、以及美德的慾望。一個哲學家應該適當的熱愛智慧和勇氣，以智慧作為他們行為的基礎。智慧則是對於美德的知識、或是與所有存在的事物之間正確的相處態度，
有關國家和統治者，柏拉圖也做出了有趣的論點。舉例而言他提出了一個問題：一個有缺陷的民主制度與一個由暴君統治的國家，哪個比較理想。他主張由一個惡劣的暴君統治反而更好（因為只有一個人能從事惡劣的行徑），而不該採取有缺陷的民主制度（因為所有人都可能做出那樣的行徑）。
依據蘇格拉底的說法，一個國家是由許多不同的靈魂所構成的，自然而然的會從貴族政治轉變為階級政治、接著轉變為寡頭政治、然後是民主政治、最後則會轉變為專制政治。或許蘇格拉底試著警告後人的是，一個國家會由許多無所節制的靈魂所統治，而那些具有智慧的靈魂應該試著勸告或節制那些熱衷權力、金錢、名譽、和名聲的人們。

## 宇宙觀
柏拉图企图使天文学成为数学的一个部门。他认为：“天文学和几何学一样，可以靠提出问题和解决问题来研究，而不去管天上的星界。”柏拉图认为宇宙开头是没有区别的一片混沌。这片混沌的开辟是一个超自然的神的活动的结果。依照柏拉图的说法，宇宙由混沌变得秩序井然，其最重要的特征就是造物主为世界制定了一个理性方案；关于这个方案付诸实施的机械过程，则是一种想当然的自然事件。
柏拉图的宇宙观基本上是一种数学的宇宙观。他设想宇宙开头有两种直角三角形，一种是正方形的一半，另一种是等边三角形的一半。从这些三角形就合理地产生出四种正多面体，这就组成四种元素的微粒。火微粒是正四面体，气微粒是正八面体，水微粒是正二十面体，土微粒是立方体。第五种正多面体是由正五边形形成的十二面体，这是组成天上物质的第五种元素，叫做以太。整个宇宙是一个圆球，因为圆球是对称和完善的，球面上的任何一点都是一样。宇宙也是活的，运动的，有一个灵魂充溢全部空间。宇宙的运动是一种环行运动，因为圆周运动是最完善的，不需要手或脚来推动。

## 哲學影響

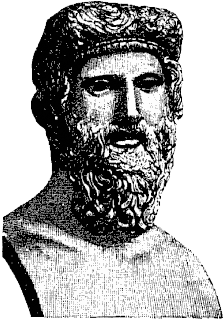
柏拉圖對於歐陸哲學的影響相當深遠。

柏拉圖思想通常被與他最知名的學生亞里士多德相對比，柏拉圖的名聲在中世纪早期時完全被亞里士多德所掩蓋。
中世紀的经院哲学學者最初並沒有接觸柏拉圖著作的渠道，也很少懂得原著的希臘文。柏拉圖的原始著作在西方文明遺失了上千年，直到它們在君士坦丁堡淪陷前一世紀被人從城裡帶出為止。中世紀學者透過拉丁文的翻譯版本研讀柏拉圖的著作，當時那些拉丁文譯本還是譯自阿拉伯學者從希臘文翻譯至阿拉伯文和波斯文的二手翻譯。阿拉伯學者不只翻譯古希臘的著作，同時也撰寫了許多對柏拉圖和亞里士多德原著的評論和解釋（如阿维森纳、亞維侯），這時柏拉圖的名聲開始超過了亞里士多德。
只有到了文艺复兴，當西方世界對於古典文明的興趣開始復甦時，柏拉圖的哲學才又開始受到廣泛重視。許多早期從经院哲学脫離出來的現代科學家和藝術家促成了文藝復興的進展，他們將柏拉圖的哲學視為是藝術和科學進步的基礎。到了19世紀，柏拉圖的名聲恢復了，至少跟亞里士多德的不相上下。
自從那時開始，許多西方哲學家也將他們的理論根基於柏拉圖的著作之上。柏拉圖的影響在數學界和科學界特別大，尤其是戈特洛布·弗雷格以及他的學生如库尔特·哥德尔和阿隆佐·邱奇等人。阿尔伯特·爱因斯坦也採用了柏拉圖所提出的有著永恆不變的現實存在的主張，反對尼尔斯·玻尔提出的物理宇宙以及他對量子力学的解釋。相反的，那些脫離了本体论理論模型以及道德理想的哲學家，則通常會以其他各種觀點批評柏拉圖主義。例如尼采便攻擊柏拉圖把世界分割成兩個的作法，马丁·海德格尔則批評柏拉圖模糊化了人類生命的本質，而卡尔·波普尔則在他的《開放社會及其敵人》（1945）一書中批評柏拉圖在《理想國》裡所提議的政府形式是個典型的极权主义政權。列奥·施特劳斯被一些人視為是恢復柏拉圖在道德哲學上的影響力的主要哲學家，他採取的是較少形而上學的形式。不過，由於受到尼采和海德格尔的影響，施特勞斯並不認同他們對於柏拉圖的譴責，而是專注於在對話錄裡尋找柏拉圖面對批評所提出的可能解答。

## 著作
柏拉圖的著作（其中大多數都是對話錄）曾經被以好幾種不同方式出版過；因此對於柏拉圖著作的命名和引用也有數種不同的方式。有獨立條目的柏拉圖對話錄介紹可以在Category:柏拉圖對話錄找到。

### 四聯劇
分類柏拉圖著作的傳統方法之一是古希臘的四聯劇分類法，這種方式被古希臘學者第欧根尼·拉尔修以及提庇留所指派的占星家所採用。
在下面的列表中的對話錄若標示為（1）則表示學者們對柏拉圖是否為作者尚沒有共識，而標示為（2）的則是學者們通常同意柏拉圖並非作者的對話錄。沒有標示的作品則通常被認為是柏拉圖撰寫的。

#### 四聯劇
- I. 《游叙弗伦篇》、《申辯篇》、《克力同篇》、《斐多篇》
- II. 《克拉底魯篇》、《泰阿泰德篇》、《智士篇》、《政治家篇》
- III. 《巴曼尼得斯篇》、《菲力帕斯篇》、《會飲篇》、《費德魯斯篇》
- IV. 《阿奇拜得篇之一（英语：First Alcibiades）》1、《阿奇拜得篇之二（英语：Second Alcibiades）》2、《希帕庫篇（英语：Hipparchus (dialogue)）》2、《競爭者篇（英语：Rival Lovers）》2
- V. 《塞革亞篇（英语：Theages (dialogue)）》2、《卡爾米德篇（英语：Charmides (dialogue)）》、《拉凱斯篇（英语：Laches (dialogue)）》、《呂西斯篇（英语：Lysis (dialogue)）》
- VI. 《歐緒德謨篇（英语：Euthydemus (dialogue)）》、《普羅泰戈拉篇（英语：Protagoras (dialogue)）》、《高尔吉亚篇》、《美诺篇》
- VII. 《大希庇亞篇（英语：Hippias Major）》1、《小希庇亞篇（英语：Hippias Minor）》、《伊安篇（英语：Ion (dialogue)）》、《美涅克塞努篇》
- VIII. 《克利托芬篇（英语：Clitophon (dialogue)）》1、《理想国》、《蒂邁歐篇》、《克里底亞篇（英语：Critias (dialogue)）》
- IX. 《彌努斯篇（英语：Minos (dialogue)）》2、《法律篇》、《厄庇諾米斯篇》2、《書信篇》1

#### 不在四聯劇裡的著作
剩下的著作雖然托名柏拉圖為作者，但大多數在中世紀前便已被視為是偽作，因此不包含在四聯劇內。這些著作被歸類為Notheuomenoi（「假的」）或「偽書」。 
- 《阿克西俄庫篇（英语：Axiochus (dialogue)）》2、《德謨多庫篇（英语：Demodocus (dialogue)）》2、《短詩篇》2、《厄律克西亞篇（英语：Eryxias (dialogue)）》2、《西緒福篇（英语：Sisyphus (dialogue)）》2、《阿爾孔篇（英语：Halcyon (dialogue)）》2、《論正義（英语：On Justice）》2、《論美德（英语：On Virtue）》2、《定義篇》2

### 年代表
柏拉圖對話錄寫成的確切時間依然未知，而且它們在日後是否曾被人編修竄改也無法確定。不過，依據現代语言学的理論，對話錄裡潛藏的語言資訊已經足以列出一個大略的年代表。這些對話錄通常被分類為三個明顯不同的時期，少數作品則被視為是在過渡期寫成的，另外有一些則難以分類。將柏拉圖著作翻譯為德文的神學家弗里德里希·施萊爾馬赫可能是第一個將柏拉圖著作區分為三個時期的人，不過，他當時提出的排列順序與現代學者提出的相當不同，且較傾向於以哲學理論而非年代分類，他宣稱這樣分類更符合柏拉圖一生中的哲學思想發展。施萊馬赫將對話錄區分為：
1. 奠基期：《呂西斯篇》、《普羅泰戈拉篇》、《拉凱斯篇》、《卡爾米德篇》、《游叙弗伦篇》、《巴曼尼得斯篇》
2. 轉變期：《高尔吉亚篇》、《泰阿泰德篇》、《美诺篇》、《歐緒德謨篇》、《克堤拉斯篇》、《智士篇》、《政治家篇》、《會飲篇》、《斐多篇》、《菲力帕斯篇》
3. 巔峰期：《理想国》（《克里底亞篇》、《蒂邁歐篇》、《法律篇》）

最後在括號裡的三篇對話錄則是未被施萊馬赫翻譯的部分，雖然其他未列出的十篇對話錄（包括《伊安篇》等）也有被翻譯，但都被施萊馬赫視為是偽作。最後，施萊馬赫主張《申辯篇》或者包括了《克力同篇》是蘇格拉底的真實對話、而由柏拉圖記載的。
英國的Lewis Campbell是第一個率先使用文體學（stylometry）證明以時期來分類柏拉圖著作是可行的學者。
不過，許多以年代分類的排序依然具有高度爭議性。現代學者通常同意的排序是如同以下的：

#### 早期對話錄
蘇格拉底的角色都出現在這些對話錄中，他們也都被視為真正代表了歷史角度上的蘇格拉底；因此這些對話錄也被稱為蘇格拉底對話錄。它們大多都是由蘇格拉底討論一個主題的對話構成的，通常是和倫理有關，如友情、虔誠等，並且有一個人擔任貿然挑戰蘇格拉底的角色。在經過一連串的對話後，蘇格拉底會證明那些挑戰者對於辯論主題本身根本一無所知。這些對話錄將結局交於讀者決定誰才正確，這使得這些對話錄具有「間接」的教學功能。這段時期也包括了一部分與蘇格拉底審判和死刑有關的情節。
- 《申辯篇》
- 《克力同篇》
- 《卡爾米德篇》
- 《拉凱斯篇》
- 《呂西斯篇》
- 《尤西弗羅篇》
- 《美涅克塞努篇》
- 《小希庇亞篇》
- 《伊安篇》

接下來幾篇則被視為過渡期或轉型期的對話錄：
- 《高尔吉亚篇》
- 《普羅泰戈拉篇》
- 《美诺篇》

#### 中期對話錄
到了早期對話錄的後期，柏拉圖筆下的蘇格拉底在對話錄中會開始公開一些他問題的答案、或者提出正面的原則，這些通常被視為是柏拉圖首次試圖提出的自己的觀點。這些原則中第一個出現的，宣稱美德是一種智慧，同時沒有人是自願墮入邪惡的，這也有可能是蘇格拉底自己的觀點。中期的對話錄最特殊之處，在於提出了知識是來自於理解那些從未改變的「形式」，同時對話也試著研究那種形式。而靈魂的不朽，和有關正義、美、真理的特定原則也在這段時期開始出現。《會飲篇》和《理想国》被視為是柏拉圖中期對話錄的最重要部分。
- 《歐緒德謨篇》
- 《克拉底魯篇》
- 《斐多篇》
- 《斐德羅篇》
- 《會飲篇》
- 《理想国》
- 《泰阿泰德篇》
- 《巴曼尼得斯篇》

#### 晚期對話錄
《巴曼尼得斯篇》裡出現了一系列對於「形式」理論的批判，這被廣泛視為是象徵柏拉圖拋棄了這個理論。一些最近的研究（如Meinwald (1991) （页面存档备份，存于））挑戰了這種說法，因為在剩下的對話錄中形式理論並沒有就此消失，而只是換了一附面貌，以不同形式或類型的事物來象徵它們。蘇格拉底在晚期對話錄中也依然於討論裡保持重要角色。晚期對話錄中新出現了一種特殊的辯證法，被稱為「聚集和分割」，最值得注意的是例子是《智士篇》和《政治家篇》，並且在《斐德羅篇》裡第一次公開展現。「聚集和分割」辯證法可以這樣簡單描述：對話者試圖分辨事物間的共通點和差異點，以檢驗一個想法是否是事實。《智士篇》裡的一些段落指出了這便是哲學家應該做的事，而且甚至在早期對話錄中也是這樣的。
晚期的對話錄也可以觀察出柏拉圖思想的成熟期，對於許多早期對話錄中討論到的議題，柏拉圖都透露了他的答案。許多學者們依然在研究關於這些議題的看法。晚期的作品被公認為是相當艱深而且具挑戰性的哲學作品，與早期的對話錄相較，晚期的作品通常更為嚴肅而且具邏輯性，但也經常對於問題的解答抱持保留態度，而不像早期作品裡有系統地指出問題的答案。
柏拉圖邁入遲暮之年後，眼見雅典政治情勢日益惡化，他的政治觀點變得更為強硬、更傾向菁英主義。在他最後一部作品⟪法律篇⟫裡，他描繪了另一個烏托邦國家，並引入類似宗教裁判所的機制，對神學正統的重視已然超過倫理行為。國家的第一要務是灌輸「關於眾神的正確思想，再來才是他們依照這些原則做，不論做得好或不好。」柏拉圖還設計一個「夜間議會」監控思想，公民都必須接受三條信仰原則：第一，眾神存在；第二，眾神關心人類；第三，眾神會受獻祭和崇拜影響。被判定為無神論者有五年時間可以撤回主張，若五年後仍堅持邪說，便與處死。
- 《智士篇》
- 《政治家篇》
- 《菲力帕斯篇》
- 《蒂邁歐篇》
- 《克里底亞篇》
- 《法律篇》

## 书目
初级来源（希腊和罗马）
- Apuleius, De Dogmate Platonis, I. See original text in Latin Library （页面存档备份，存于）.
- Aristophanes, The Wasps. See original text in Perseus program （页面存档备份，存于）.
- Aristotle, Metaphysics. See original text in Perseus program （页面存档备份，存于）.
- Cicero, De Divinatione, I. See original text in Latin library （页面存档备份，存于）.
- Template:Cite LotEP
- Plato.  . 维基文库. See original text in Perseus program （页面存档备份，存于）.
- Plato.  . 维基文库. See original text in Perseus program （页面存档备份，存于）.
- Plato. . 由Burnet, John翻译. Oxford University. 1903  [2022-08-21]. （原始内容存档于2022-07-04）. republished by: Crane, Gregory (编). .   [2022-08-21]. （原始内容存档于2022-09-20）.
- Plato.  . 维基文库. See original text in Perseus program （页面存档备份，存于）.
- Plutarch. Lives. 维基文库. 1683. See original text in Perseus program （页面存档备份，存于）.
- Seneca the Younger.  . 维基文库. See original text in Latin Library （页面存档备份，存于）.
- Thucydides.  . 维基文库., V, VIII. See original text in Perseus program （页面存档备份，存于）.
- Xenophon, Memorabilia. See original text in Perseus program （页面存档备份，存于）.

二级来源
- Albert, Karl. . Hamburg: Felix Meiner Verlag. 1980.
- Albert, Karl. . Darmstadt: Wissenschaftliche Buchgesellschaft. 1996.
- Allen, Michael J.B. . . University of California Press. 1975: 1–58.
- Baird, Forrest E.; Kaufmann, Walter (编).  Fifth. Upper Saddle River, New Jersey: Pearson Prentice Hall. 2008. ISBN 978-0-13-158591-1.
- Blackburn, Simon. . Oxford University Press. 1996.
- Bloom, Harold. . Oxford: Oxford University Press. 1982.
- Blössner, Norbert. Ferrari, G.R.F. , 编. . 由G.R.F. Ferrari翻译. Cambridge University Press. 2007. |chapter=被忽略 (帮助)
- Borody, W.A. . Nebula, A Netzine of the Arts and Science. 1998, 13: 1–27  [2022-08-21]. （原始内容存档于2022-10-24）.
- Boyer, Carl B. Merzbach, Uta C. , 编.  Second. John Wiley & Sons. 1991. ISBN 978-0-471-54397-8.
- Brandwood, Leonard. . Cambridge University Press. 1990.
- Brickhouse, Thomas; Smith, Nicholas D. Fieser, James; Dowden, Bradley , 编. . The Internet Encyclopedia of Philosophy.   [3 April 2014]. （原始内容存档于2017-12-11）.
- Browne, Sir Thomas. .  IV 6th. 1672.
- Brumbaugh, Robert S.; Wells, Rulon S. . The Yale University Library Gazette. October 1989, 64 (1/2): 73–75. JSTOR 40858970.
- Burnet, John. . Oxford University Press. 1911.
- Burnet, John. . MacMillan. 1928a.
- Burnet, John. . University of California Press. 1928b.
- Cairns, Huntington. Hamilton, Edith; Cairns, Huntington , 编. . Princeton University Press. 1961. |entry=和|title=只需其一 (帮助)
- Burrell, David. Craig, Edward , 编.  7. Routledge: 429–430. 1998. |entry=和|title=只需其一 (帮助)
- Cooper, John M.; Hutchinson, D.S. (编). . Hackett Publishing. 1997.
- Dillon, John. . Oxford University Press. 2003.
- Dodds, E.R. . Oxford University Press. 1959.
- Dodds, E.R. . University of California Press. 2004 [1951].
- Dorter, Kenneth. . Lexington Books. 2006.
- Einstein, Albert. Schilpp , 编. . The Library of Living Philosophers 7. MJF Books: 663–688. 1949. |entry=和|title=只需其一 (帮助)
- Fine, Gail. . Philosophical Review. July 1979, 88 (3): 366–397. JSTOR 2184956. doi:10.2307/2184956. Reprinted in Fine 2003.
- Fine, Gail. . Oxford University Press: 481–494. 1999a. |entry=和|title=只需其一 (帮助)
- Fine, Gail. . Oxford University Press: 1–33. 1999b. |entry=和|title=只需其一 (帮助)
- Fine, Gail. . . Oxford University Press. 2003.
- Gadamer, Hans-Georg. . . Yale University Press. 1980: 124–155 [1968].
- Gadamer, Hans-Georg. Girgenti, Giuseppe , 编. . Milan: Rusconi Libri. 1997. |entry=和|title=只需其一 (帮助)
- Gaiser, Konrad. . Phronesis. 1980, 25 (1): 5–37. doi:10.1163/156852880x00025.
- Gaiser, Konrad. Reale, Giovanni , 编. . Milan: Vita e Pensiero. 1998. First published as "Testimonia Platonica. Quellentexte zur Schule und mündlichen Lehre Platons" as an appendix to Gaiser's Platons Ungeschriebene Lehre, Stuttgart, 1963.
- Gomperz, H. Ryle, G. , 编. . London: 426–431. 1931. |entry=和|title=只需其一 (帮助) Reprinted in Gomperz, H. (1953). Philosophical Studies. Boston: Christopher Publishing House 1953, pp. 119–124.
- Grondin, Jean. Gill, Christopher; Renaud, François , 编. . Academia Verlag: 139–156. 2010. |entry=和|title=只需其一 (帮助)
- Guthrie, W.K.C. . Cambridge University Press. 1986. ISBN 978-0-521-31101-4.
- Hasse, Dag Nikolaus. Gersh; Hoenen , 编. . De Gruyter: 33–66. 2002. |entry=和|title=只需其一 (帮助)
- Irwin, T.H. . Oxford University Press. 1979.
- Irwin, T.H. Fine, G. , 编. . Oxford University Press. 2011. |entry=和|title=只需其一 (帮助)
- Jones, Daniel. Roach, Peter; Hartman, James; Setter, Jane , 编.  17. Cambridge University Press. 2006.
- Kahn, Charles H. . Cambridge University Press. 1996. ISBN 978-0-521-64830-1.
- Kierkegaard, Søren. . . Princeton University Press. 1992. ISBN 978-0-691-02072-3.
- Krämer, Hans Joachim. Catan, John R. , 编. . State University of New York Press. 1990. ISBN 978-0-7914-0433-1.
- Lee, M.-K. Fine, G. , 编. . Oxford University Press: 411–436. 2011. |entry=和|title=只需其一 (帮助)
- Kraut, Richard. Zalta, Edward N. , 编. . The Stanford Encyclopedia of Philosophy. Stanford University. 11 September 2013  [3 April 2014]. （原始内容存档于2018-09-06）.
- Lackner, D. F. Allen; Rees , 编. . Brill. 2001. |entry=和|title=只需其一 (帮助)
- Meinwald, Constance Chu. . Oxford: Oxford University Press. 1991.
- McDowell, J. . Oxford University Press. 1973.
- McEvoy, James. . Irish Philosophical Journal. 1984, 1 (2): 1–24  [3 December 2007]. ISSN 0266-9080. doi:10.5840/irishphil1984125. （原始内容存档于5 December 2007）.
- Montoriola, Karl Markgraf von. . Berlin: Juncker. 1926.
- Nails, Debra. . Hackett Publishing. 2002. ISBN 978-0-87220-564-2.
- Nails, Debra. . Benson, Hugh H.  (编). . Blackwell Publishing. 2006. ISBN 978-1-4051-1521-6.
- Nietzsche, Friedrich Wilhelm. . . Walter de Gruyter. 1967. ISBN 978-3-11-013912-9.
- Notopoulos, A. . Classical Philology. April 1939, 34 (2): 135–145. S2CID 161505593. doi:10.1086/362227.
- Penner, Terry. Kraut, Richard , 编. . Cambridge University Press: 121–169. 1992. |entry=和|title=只需其一 (帮助)
- Meinwald, Constance. . .   [2022-08-21]. （原始内容存档于2015-05-09）.
- . . 1952.
- . .   [2022-08-21]. （原始内容存档于2018-08-19）.
- Popper, K.  1. London: Routledge. 1962.
- Press, Gerald Alan. Press, Gerald Alan , 编. . Rowman & Littlefield: 1–14. 2000. |entry=和|title=只需其一 (帮助)
- Reale, Giovanni. Catan, John R. , 编. . A History of Ancient Philosophy 2. State University of New York Press. 1990.
- Reale, Giovanni. . Washington, DC: CUA Press. 1997.
- Riginos, Alice. . Leiden: E.J. Brill. 1976. ISBN 978-90-04-04565-1.
- Robinson, John.  Second. London: A. J. Valpy. 1827  [4 February 2017]. （原始内容存档于1 July 2014）.
- Rodriguez-Grandjean, Pablo. . Twentieth World Congress of Philosophy. Boston. 1998  [2022-08-21]. （原始内容存档于2022-10-24）.
- Rowe, Christopher. Benson, Hugh H. , 编. . Blackwell Publishing: 13–24. 2006. |entry=和|title=只需其一 (帮助)
- Schall, James V. . The American Scholar. Summer 1996, 65  [2022-08-21]. （原始内容存档于2020-08-06）.
- Schofield, Malcolm. Craig, Edward , 编. . Routledge Encyclopedia of Philosophy. Routledge. 23 August 2002  [3 April 2014]. （原始内容存档于10 October 2008）.
- Sedley, David. . Cambridge University Press. 2003.
- Slings, S.R. . Mnemosyne. Fourth. 1987, 40 (1/2): 27–34. doi:10.1163/156852587x00030.
- Slings, S.R. . Oxford University Press. 2003.
- Smith, William. . . 1870  [2022-08-21]. （原始内容存档于2015-01-24）.
- Strauss, Leo. . Chicago: University of Chicago Press. 1964.
- Suzanne, Bernard. . Plato and his dialogues. 8 March 2009  [3 April 2014]. （原始内容存档于2022-10-24）.
- Szlezak, Thomas A. . Routledge. 1999. ISBN 978-0-415-18984-2.
- Tarán, Leonardo. . Brill Publishers. 1981.
- Tarán, Leonardo. . . Brill Academic Publishers. 2001. ISBN 978-90-04-12304-5.
- Taylor, Alfred Edward. . Courier Dover Publications. 2001 [1937]. ISBN 978-0-486-41605-2.
- Taylor, C.C.W. Fine, G. , 编. . Oxford University Press: 165–190. 2011. |entry=和|title=只需其一 (帮助)
- Vlastos, Gregory. . Cambridge University Press. 1991.
- Whitehead, Alfred North. . New York: The Free Press. 1978.
- Wilamowitz-Moellendorff, Ulrich von. . Kaktos. 2005 [1917]. ISBN 978-960-382-664-4.

## 外部連結
- Works available online:
  - 柏拉图作品的电子书格式  - Standard Ebooks
  - Template:PerseusAuthor – Greek & English hyperlinked text
  - 柏拉图的作品  - 古騰堡計劃
  - 互联网档案馆中柏拉图的作品或与之相关的作品 
  -  來自柏拉图的LibriVox公共領域有聲讀物
- Internet Encyclopedia of Philosophy （页面存档备份，存于）
- Stanford Encyclopedia of Philosophy （页面存档备份，存于）
- Other resources:
  - 柏拉图，Indiana Philosophy Ontology Project
  - PhilPapers上的柏拉图
  -  . . 1913.